# Pegaso 6050
El Pegaso 6050 fue un autobús urbano fabricado por ENASA entre 1972 y 1980, con motor trasero y piso rebajado. Se diseñó para sustituir al Pegaso 6035, aunque no tuvo el éxito esperado y su fabricación nunca reemplazó a ese modelo.

## Historia
A principios de los años setenta del siglo XX, en un momento en que las principales empresas de transporte urbano de España se encontraban en la necesidad de renovar sus flotas y abaratar los costes de explotación, ENASA diseñó un nuevo modelo de autobús que rompía con el diseño clásico del modelo que por aquel entonces fabricaba en grandes cantidades: el 6035. La empresa Jorsa (Construcciones Jover, Obiols y Rosell, S.A.) de Mataró, perteneciente a ENASA, diseñó una estructura autoportante basada en las licencias adquiridas a la italiana Oficcine Viberti S.p.A. en 1960. El diseño estaba concebido para ser operado en régimen de agente único, pudiendo así prescindir del cobrador (función que haría el conductor), permitiendo una reducción de los costes de explotación.

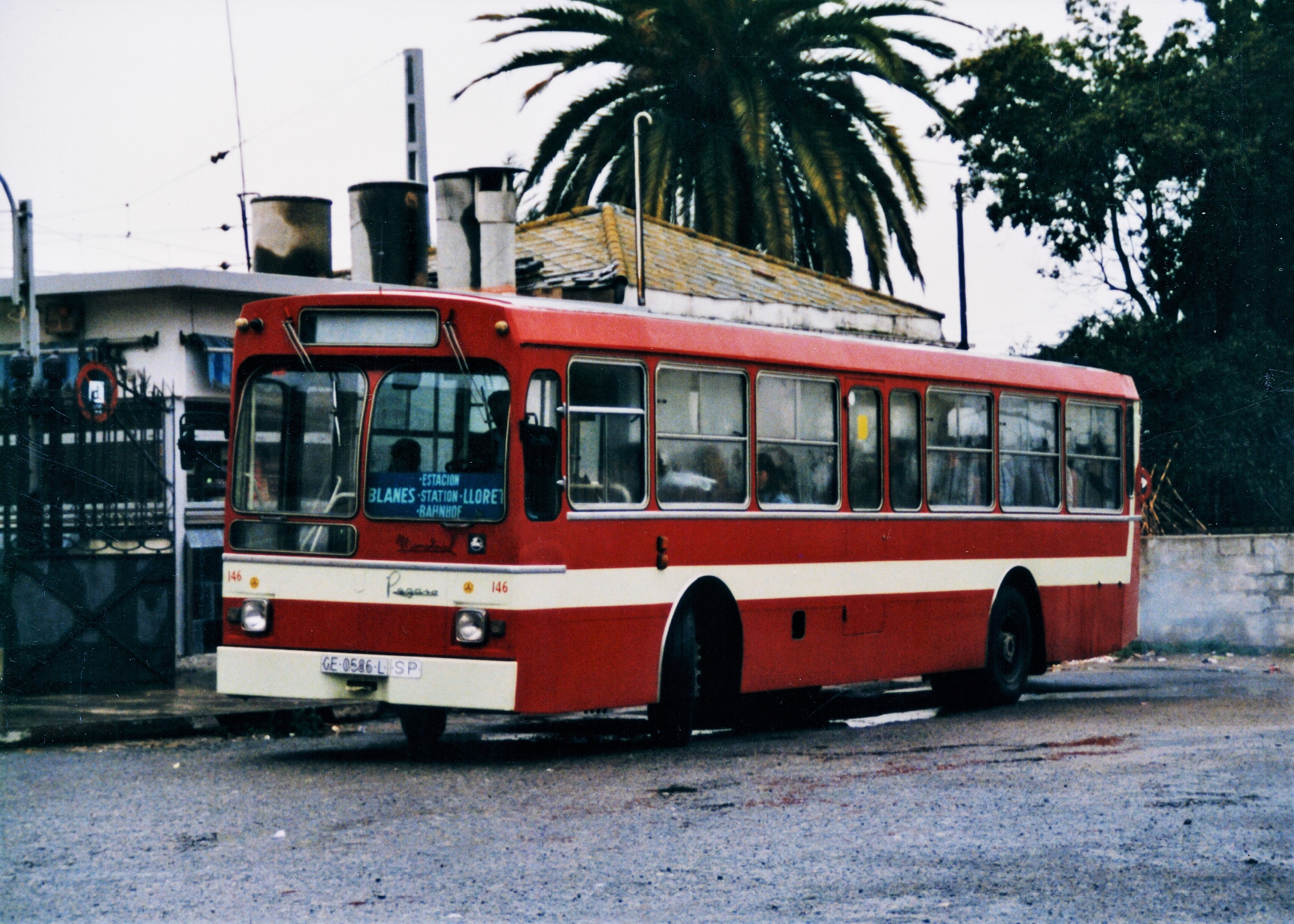
El 146 de la empresa gerundense Pujol i Pujol en la estación de Blanes el 30 de marzo de 1988, prestando servicio en la línea suburbana a Lloret de Mar.

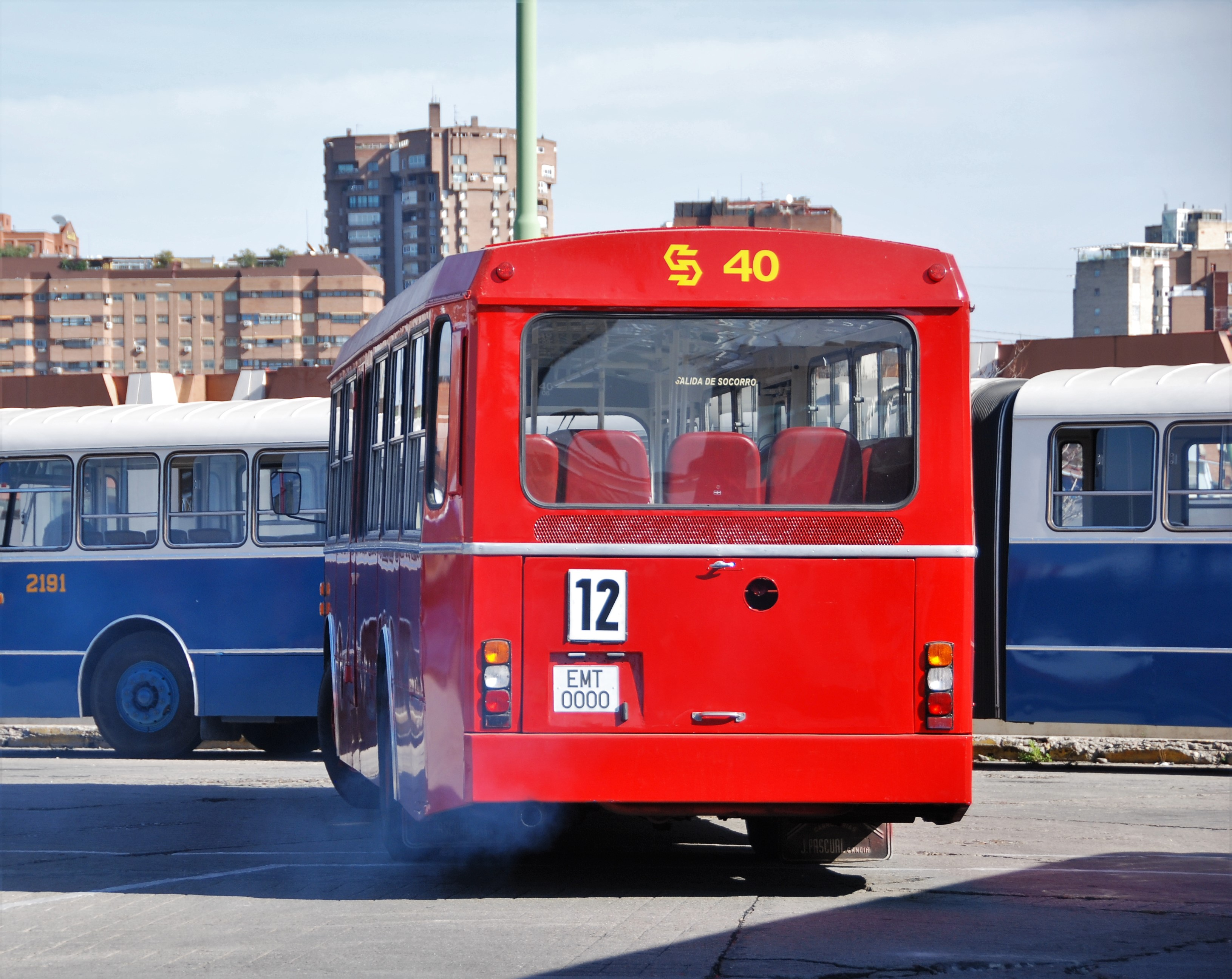
Vista posterior del autobús Pegaso 6050 preservado por la EMT de Madrid, el 1 de noviembre de 2014 en las cocheras de Fuencarral.

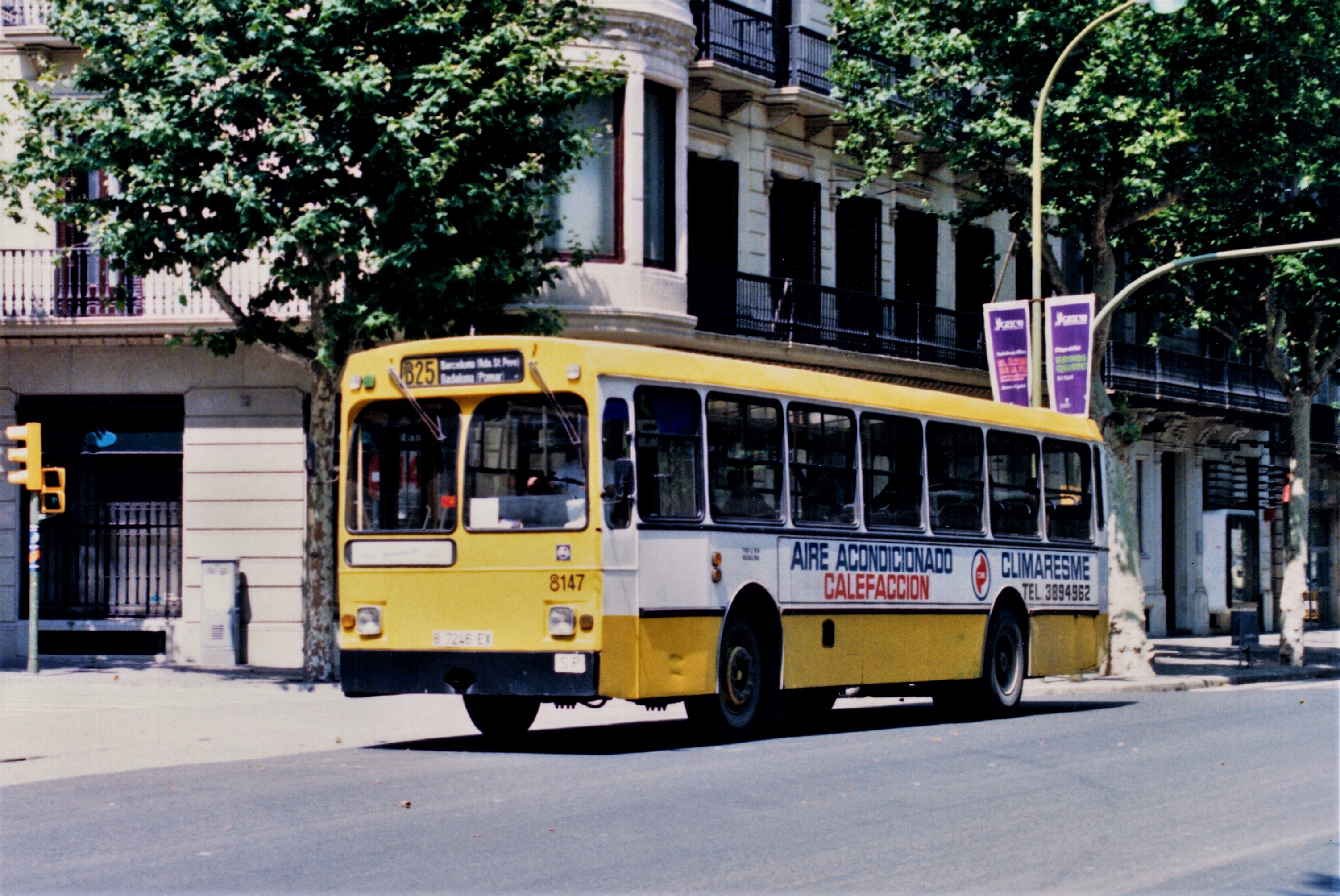
El Pegaso 6055 número 8147 de TUBSAL de Badalona (antiguo 96 de TUSA) en la Ronda de Sant Pere de Barcelona el 16 de junio de 1990, prestando servicio en la línea suburbana B25.

Con respecto al modelo anterior, el 6050 presentaba las siguientes novedades:
- Estaba concebido para la operación en régimen de agente único. De esta manera, al no necesitar una puerta en la parte posterior, el motor pudo situarse en la parte trasera del autobús.
- Esa disposición del motor permitía disponer de un piso de menor altura, lo que hacía el autobús más accesible.
- Además, este fue el primer autobús urbano fabricado por ENASA en disponer de un motor con más de 200 CV de potencia.

ENASA fabricaba la estructura autoportante del autobús, que luego era carrozada, bien por la empresa propia Jorsa, bien por cualquiera de las empresas de carrocería del mercado.
El prototipo de este modelo fue presentado en el XIV Salón del Automóvil de Barcelona, celebrado entre el 22 de abril y el 2 de mayo de 1972, junto con su versión corta, el 6025. No obstante, la producción en serie no comenzó hasta el año 1974, cuando comenzó a entregarse el primer pedido de 200 autobuses para la Empresa Municipal de Transportes de Madrid.
De este modelo se fabricaron un total de 1004 unidades hasta el año 1980, aunque no tuvo tan buena acogida como otros, y la mayoría de ellos (737 autobuses en total) fueron adquiridos por solo tres empresas: la EMT de Madrid adquirió 563, TITSA de Tenerife 120, y SALTUV de Valencia 54. De hecho, la producción del 6050 se simultaneó con la del 6035, al que ENASA pretendía sustituir: durante el periodo de fabricación del 6050, ENASA fabricó 1402 autobuses del modelo 6035, cuatrocientos más que el nuevo 6050. Probablemente, el modelo no resultó exitoso por un problema mecánico: el motor sufría de sobrecalentamiento, debido a una deficiente refrigeración, tanto por la ubicación del motor como por la continua rotura de las correas del sistema de ventilación.
Además de la producción para empresas nacionales, este modelo se exportó a Bélgica (empresa Cannaerts, de Mechelen), Francia (RATP, para la población de Chelles) y Egipto (transporte urbano de El Cairo).

### Variante 6055
Entre 1981 y 1982, ENASA fabricó diez autobuses más de este tipo, aunque con una diferencia mecánica, dado que fueron equipados con cambio de marchas automático y retardador hidrodinámico. Por ello, ENASA lo denominó como modelo 6055. Su construcción probablemente se hizo con remanentes de fábrica del modelo 6050. Fueron adquiridos por la empresa TUSA de Badalona.

### Operadores
A continuación, se citan algunas de las empresas nacionales que adquirieron autobuses de este modelo, aquellas que tuvieron una mayor cantidad de autobuses. Solo se mencionan los primeros compradores, porque luego algunos autobuses pasaron a manos de otras empresas en el mercado de segunda mano.
| Empresa                                      | Cantidad | Años de fabricación | Números                                   |
| -------------------------------------------- | -------- | ------------------- | ----------------------------------------- |
| Autobuses Prisei (Madrid)                    | 4        | 1977                | 22-25                                     |
| BUSURSA (Madrid)                             | 30       | 1978                | 301-330                                   |
| Empresa Municipal de Transportes de Madrid   | 563      | 1975-1980           | 1-500, 1201-1263                          |
| Empresa Nogueira (Madrid)                    | 4        | 1978                | 54-57                                     |
| Empresa Vallejo (Madrid)                     | 5        | 1977                | 132, 134, 136, 138 y 140                  |
| Gerardo Díaz Álvarez (Madrid)                | 17       | 1977                | 110-125 y dos números desconocidos        |
| SALTUV (Valencia)                            | 54       | 1976                | 1401-1454                                 |
| Transbra (Madrid)                            | 11       | 1979                | 501-510 y 512                             |
| Transportes interurbanos de Tenerife (TITSA) | 120      | 1978-1979           | 1008-1045, 1050-1103 y 1145-1172          |
| TRAPSA (Madrid)                              | 30       | 1966-1979           | 120-123 y 176-200                         |
| TUSA (Badalona)                              | 17       | 1978-1982           | 81-87 (modelo 6050) y 90-99 (modelo 6055) |

Se pueden complementar estos datos con algunas curiosidades históricas de los Pegaso 6050:
- El prototipo presentado en el XIV Salón del Automóvil de Barcelona en 1972 fue adquirido por la empresa Mohn de Viladecans, que lo puso en servicio en 1975 con el número de flota 80, aunque en 1978 lo revendió a la S.A. Masats.
- La flota de la EMT de Madrid se vio ampliada en otros 13 autobuses en los años ochenta (números 1323 al 1335), tras adquirirlos de segunda mano a las empresas TRAPSA y Vallejo, cuando las líneas periféricas se integraron en la red urbana.[3]
- La segunda gran empresa de transporte urbano de España, Transportes de Barcelona (TB), tan solo tuvo dos autobuses de este modelo (números 5000 y 5001), que fueron adquiridos en 1975 y puestos en servicio en 1976. En 1981 fueron vendidos a TUSA de Badalona (números 100 y 101, respectivamente).[2][4]

### Vehículos preservados
Se conoce la preservación de tan solo uno de estos vehículos. Fue puesto en servicio en 1979 por la empresa alicantina Juan Alcaraz, de Benidorm, donde tuvo el número 32. Tras pasar por varias manos, en 2008 la Empresa Municipal de Transportes de Madrid (EMT) lo adquirió para su colección de autobuses históricos, dado que no había preservado ninguno de los suyos. Posteriormente lo restauró, con la colaboración de la Asociación de Amigos de la EMT y del Autobús, dándole el aspecto de los de la EMT, y numerándolo como 30 primero, y luego como 40.

## Descripción técnica
Técnicamente no difería mucho del modelo anterior, el Pegaso 6035. Las diferencias principales eran la ubicación del motor en la parte posterior, en vez de estar situado en posición central bajo el piso; a consecuencia de ello, la menor altura de este piso, por lo que el acceso era más cómodo (un escalón, frente a los dos del 6035); y una mayor potencia del motor (entre 25 y 40 CV más). El resto de elementos técnicos (estructura autoportante, transmisión, ejes, suspensión, frenos, etc.) eran prácticamente idénticos en ambos modelos.

### Bastidor y carrocería
El autobús estaba construido con una estructura tubular autoportante, construida con perfiles de acero soldados. Aunque la resistencia estructural la daba el conjunto, dos entramados principales laterales actuaban como largueros resistentes. Las chapas de acero que formaban la carrocería se sujetaban sobre la estructura autoportante mediante soldadura. Este modelo solo tuvo una disposición de puertas: delantera y media. Ambas eran de doble hoja y accionamiento neumático. El motor estaba situado en la parte posterior de la estructura, de manera que el piso del autobús estaba a una altura de tan solo 650 mm respecto a la calzada, inferior al modelo anterior.

### Rodaje
El eje delantero era de cuerpo rígido, de sección en doble T, estampado en acero aleado. Disponía de ruedas sencillas. La dirección era servoasistida hidráulicamente. El eje posterior era de tipo flotante, y recibía el esfuerzo de tracción del motor mediante una doble reducción, cónica-espiral en la parte central del puente, y epicicloidal en los extremos de los semiejes. Disponía de ruedas dobles.
La suspensión era mixta, mecánica con dos ballestas semielípticas, y neumática con elementos tipo Torpress (dos en el eje anterior, cuatro en el posterior). La presión en estos elementos neumáticos variaba en función de la carga del vehículo, para mantenerlo siempre al mismo nivel respecto de la calzada. La suspensión se complementaba con barras estabilizadoras y amortiguadores de doble efecto (dos en el eje anterior, cuatro en el posterior).

### Motorización
Estaba equipado con un motor diésel de cuatro tiempos del tipo Pegaso 9152/2. Tenía seis cilindros en línea, horizontales, que cubicaban 11.945 cm³, suministrando una potencia de 210 CV a 2200 r. p. m.. La refrigeración era por agua y utilizaba un sistema de inyección de combustible Pegaso-Bosch.

### Transmisión
La transmisión utilizaba un cambio de marchas electro-neumático, tipo RV-38, de cuatro o cinco velocidades y una marcha atrás, y un embrague hidráulico, ambos fabricados por Wilson-ISA. El mando de esta transmisión se realizaba mediante una pequeña palanca situada a la derecha en el puesto de conducción. Con este equipamiento, los 6050 carecían de pedal de embrague. La transmisión del esfuerzo del motor al puente posterior se hacía mediante una cardán.

### Frenos
El freno de servicio era accionado por aire comprimido, y actuaba sobre los tambores de las ruedas. Este freno podía ser usado como freno de parada (accionado mediante una palanca), inmovilizando el vehículo solo mediante los frenos del eje posterior durante las paradas, permitiendo así al conductor levantar el pie del pedal de freno. Disponía también de freno motor, accionado por el mismo pedal de aceleración. En cuanto al freno de estacionamiento, era servoasistido por aire comprimido, actuando sobre las ruedas del eje posterior: se apretaba por la acción de un muelle, y se aflojaba mediante aire comprimido. Además, este freno actuaba automáticamente ante una posible pérdida de presión en el circuito de aire comprimido, por debajo de 4,5 kg/cm².

### Equipo neumático
Para el accionamiento de la transmisión, frenos y puertas, iba dotado de un compresor de aire accionado por el motor diésel, de dos cilindros de simple efecto, que suministraba una presión máxima de 7,35 kg/cm². El aire era almacenado en cuatro depósitos.

### Prestaciones
La capacidad de viajeros era variable en función de la distribución de asientos. Su peso era de 8010 kg, una vez carrozado, y admitía una carga máxima de 7490 kg. Era capaz de alcanzar una velocidad máxima de 69 km/h en una rampa del 3,2 %.